# 赫里索洛拉斯

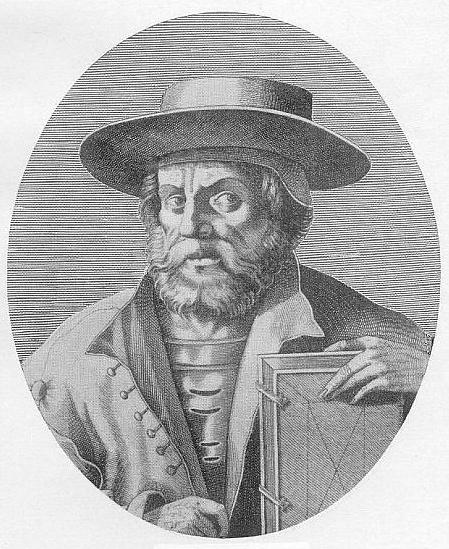
赫里索洛拉斯

曼努埃爾·赫里索洛拉斯（Manuel Chrysoloras，或Emmanuel Chrysoloras，约1355年—1415年4月15日），拜占庭帝國學者，是西方研究希腊古典文学的先驱。

## 生平
赫里索洛拉斯生于君士坦丁堡，家世显赫，是格弥斯托士·卜列东的学生。他于1390年率皇帝曼努埃爾二世·帕里奥洛格斯的使团前往威尼斯，向基督教国家君主寻求支持和帮助以抗土耳其穆斯林之敌。在威尼斯，他见到了佛羅倫斯的Roberto de' Rossi。其后，Roberto de' Rossi的朋友Giacomo da Scarperia于1395年赴君士坦丁堡向赫里索洛拉斯学习希腊文。1396年，当时佛罗伦萨大学的校长薩盧塔蒂邀请他讲授希腊文法与文学。
1397年冬，赫里索洛拉斯到任。他最知名的学生之一，李奧納度·布倫尼在回忆此事时视之为及其难得的机会：700年来意大利有无数法学讲师，却没有人学习过希腊文。他另一个学生他弗色里后来成为卡馬爾多利會的总会长。他在佛罗伦萨从基础开始讲授希腊语文的教学活动只有自1397年至1400年的短短几年的时间。其后他又任教于博洛尼亚、威尼斯和罗马。尽管桃李遍天下，在文艺复兴早期的人文主义者里，他的一些得意门生仍然保持着一个紧密的小圈子。他的学生中不乏后来在意大利文艺复兴时复兴希腊古典文学研究的领袖人物，除了布倫尼和他弗色里以外，还有维罗纳的瓜里诺和帕拉·史特羅吉（Palla Strozzi）。
在游历了米兰和帕維亞并在威尼斯定居几年后，他应时任教宗額我略十二世秘书的布倫尼之邀来到罗马。1408年，他又奉拜占庭皇帝曼努埃尔二世之命来到巴黎。1413年，为确定日后召开的公斯當大公會議的地点，他又随使团前往神圣罗马帝国皇帝西吉斯蒙德处。在他作为希腊教会的代表赶赴此次公會議的途中，赫里索洛拉斯突然去世。维罗纳的瓜里诺为此编辑纪念文集，收录于Chrysolorina。

## 著作
赫里索洛拉斯曾将荷马的作品和柏拉图的《理想国》译成拉丁文。其本人的著述，以及致其兄弟、布倫尼、他弗色里、帕拉斯·史特羅吉等人的书信等在他生前已经以手抄流传。其中有两部作品最终出版。一部是赫里索洛拉斯著Erotemata Civas Questiones，是当时西方第一本希腊文基础语法，自1484年初版后广为翻印。这本语法不仅在佛罗伦萨他的学生里，而且在后来的人文主义者中间都取得了成功。牛津的托马斯·林纳克和剑桥的伊拉斯谟也立即开始攻读。另一部出版的著作是Epistolæ tres de comparatione veteris et novæ Romæ（新旧罗马三书）。赫里索洛拉斯的许多伦理道德的文稿在17、18世纪出版。